# Vyšná Jablonka
Vyšná Jablonka és un poble i municipi d'Eslovàquia. Es troba a la regió de Prešov, al nord del país.

## Història
La primera referència escrita de la vila data del 1436.

## Demografia
| Godina             | 1994 | 2004    | 2014    | 2024   |
| ------------------ | ---- | ------- | ------- | ------ |
| Nombre de persones | 108  | 74      | 57      | 52     |
| Diferència         |      | −31,48% | −22,97% | −8,77% |

| Godina             | 2023 | 2024 |
| ------------------ | ---- | ---- |
| Nombre de persones | 52   | 52   |
| Diferència         |      | +0%  |